# Babka piaskowa (ryba)
Babka piaskowa (Pomatoschistus microps) – gatunek ryby z rodziny babkowatych. Bez znaczenia gospodarczego.

## Występowanie
Zasiedla wody wschodniego Oceanu Atlantyckiego, od Norwegii po Mauretanię, a także zachodnią część Morza Śródziemnego; w tym wody dokoła Wysp Kanaryjskich i Morze Czarne. W Polsce występuje w Zatoce Puckiej. Preferuje wody brachiczne. Zazwyczaj przebywa w mule lub piasku.

## Opis
Osiąga do 6,4 cm długości, w Bałtyku do 4 cm. Liczba kręgów wynosi 30-32, płetwa grzbietowa liczy 8-11 promieni. Ubarwienie piaskowożółte lub szarożółte. Na bokach występuje szereg nieregularnych, czarnych plam, często zlewających się i tworzących poprzeczne smugi, ciemne smugi występują także między oczami a kącikami otworu gębowego oraz między nozdrzami a dolną wargą. Żywi się głównie mejobentosem oraz bezkręgowcami.

## Rozród
Okres rozrodczy trwa od lutego do września. Pojedyncze jajo w ikrze osiąga średnicę 0,7-1,2x0,65–0,8 mm. Ikra składana jest wewnątrz muszli lub na kamieniu. Samiec pilnuje jej przez 9 dni od złożenia. Dojrzałość płciową babki piaskowe uzyskują po 7 miesiącach do roku, zaś długość życia wynosi 1,6–2 lat.

## Ochrona
Na terenie Polski gatunek był objęty ścisłą ochroną gatunkową. Od 2014 r. podlega ochronie częściowej.